# Temuri Kobayevich Bukiya
Temuri Kobayevich Bukiya (tiếng Nga: Темури Кобаевич Букия; sinh ngày 2 tháng 4 năm 1994) là một cầu thủ bóng đá người Nga. Anh thi đấu cho F.K. Volgar Astrakhan.

## Sự nghiệp câu lạc bộ
Anh có màn ra mắt tại Giải bóng đá ngoại hạng Nga vào ngày 28 tháng 4 năm 2014 cho F.K. Kuban Krasnodar trong trận đấu với F.K. Spartak Moskva.